# Colegio de San Gil
El colegio de San Ignacio (antes conocido como colegio de San Gil) fue una institución educativa regida por la Compañía de Jesús en Ávila.

## Historia
El colegio fue fundado en 1553 gracias a la iniciativa del jesuita abulense Fernando Álvarez de Águila y de Luis de Medina. La primera ubicación del Colegio fue extramuros de la ciudad en el lugar donde se encontraba la parroquia de San Gil, que les fue dada por el obispo de Ávila, Diego Álava y Esquivel.

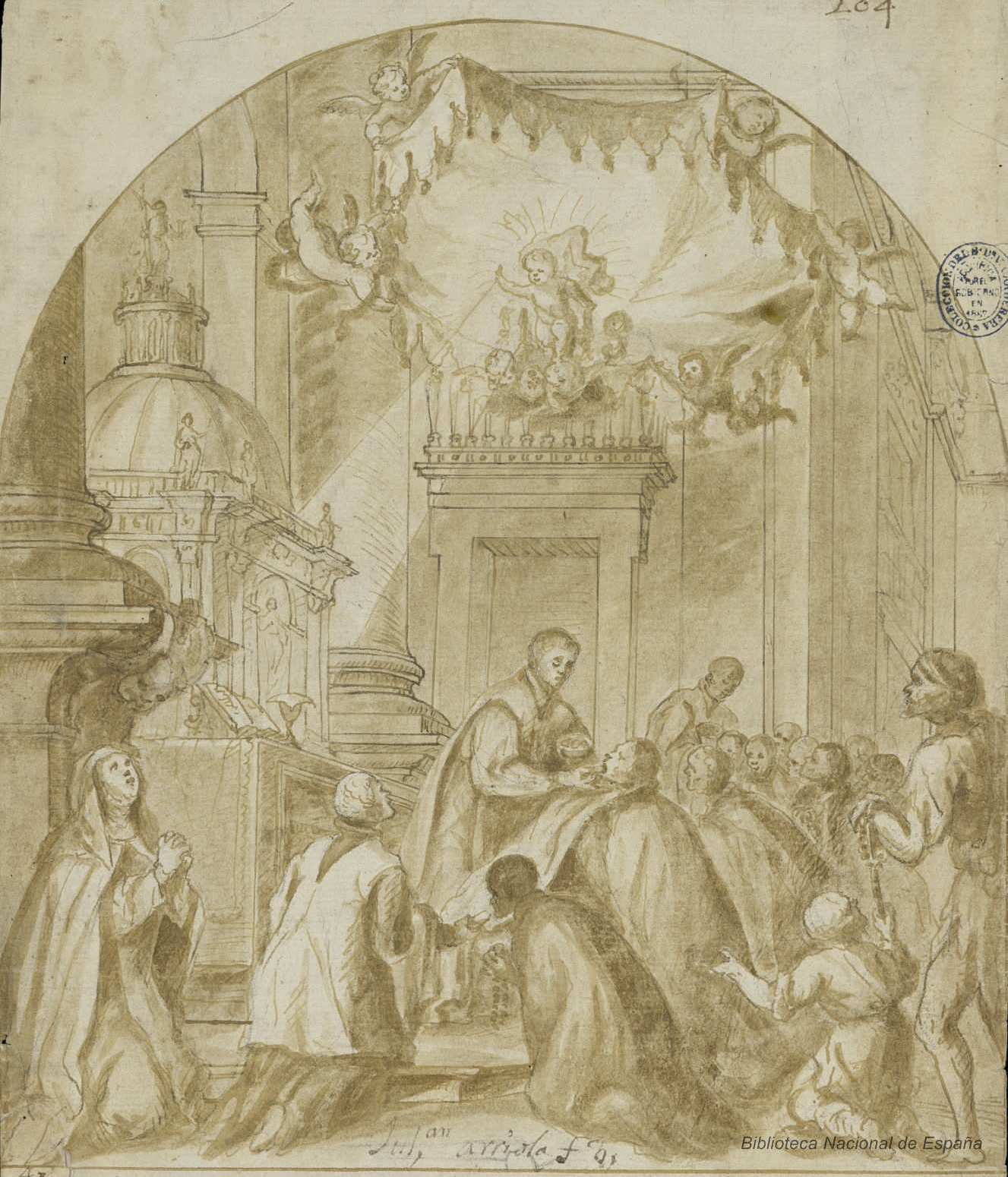
Visión de Santa Teresa en la iglesia del Colegio de San Gil en un dibujo de José Jiménez Donoso y Julián de Arriola

Fue en 1557 cuando los jesuitas comenzaron formalmente a funcionar como escuela de gramática. El colegio y la presencia de jesuitas en Ávila supuso un acicate para Teresa de Ahumada en su proyecto de reforma de la orden. La santa escribiría una visión que tuvo durante una misa en la iglesia del colegio:

Estando en un colegio de la Compañía de Jesús [San Gil, de Ávila], y estando comulgando los hermanos de aquella casa, vi un palio muy rico sobre sus cabezas; esto vi dos veces. Cuando otras personas comulgaban no lo veía.

En 1570 el padre provincial de Castilla, Gil González Dávila, en carta al padre general Francisco de Borja decía lo siguiente:
Auila. Comienca a gocar de 1200 ducados de renta. Hase tomado pacíficam[en]te possession del préstamo de S Joan, que se vnió por Su S.d y de los que se an vnido por el Ordinario. Ha dado la ciudad alguna madera para aderezar aposentos para el curso de Artes, que allí se a de poner al fin deste año. Las scuelas de Gramática van bien y la lettura de casos y los ministerios con toda acception. Son aquí 9 Padres, 6 Coadjutores, 2 Hermanos oyen casos; el vno se a comengado a ordenar; otro Hermano lee de menores.
En este año era novicio en Ávila, el padre Gregorio Céspedes que en 1574 fue destinado a ser misionero en Japón.
Entre 1585 y 1588 fue rector el padre Gaspar Castro. Este sería sucedido por Cristóbal de los Cobos, que ejercería de rector hasta 1591.
En 1623, los jesuitas cambian de ubicación trasladándose intramuros de la ciudad a la casa de Suero del Águila que había sido propiedad de la orden jerónima desde 1606.
Fue en esta ubicación donde recibirían la noticia de la Expulsión de España de la Compañía en 1767, momento en que se extingue el colegio.